# کلودیا جردن
کلودیا جردن (انگلیسی: Claudia Jordan؛ زادهٔ ۱۲ آوریل ۱۹۷۳) یک هنرپیشه، و مانکن (فرد) اهل ایالات متحده آمریکا است.